# Freilichtmuseum Glentleiten

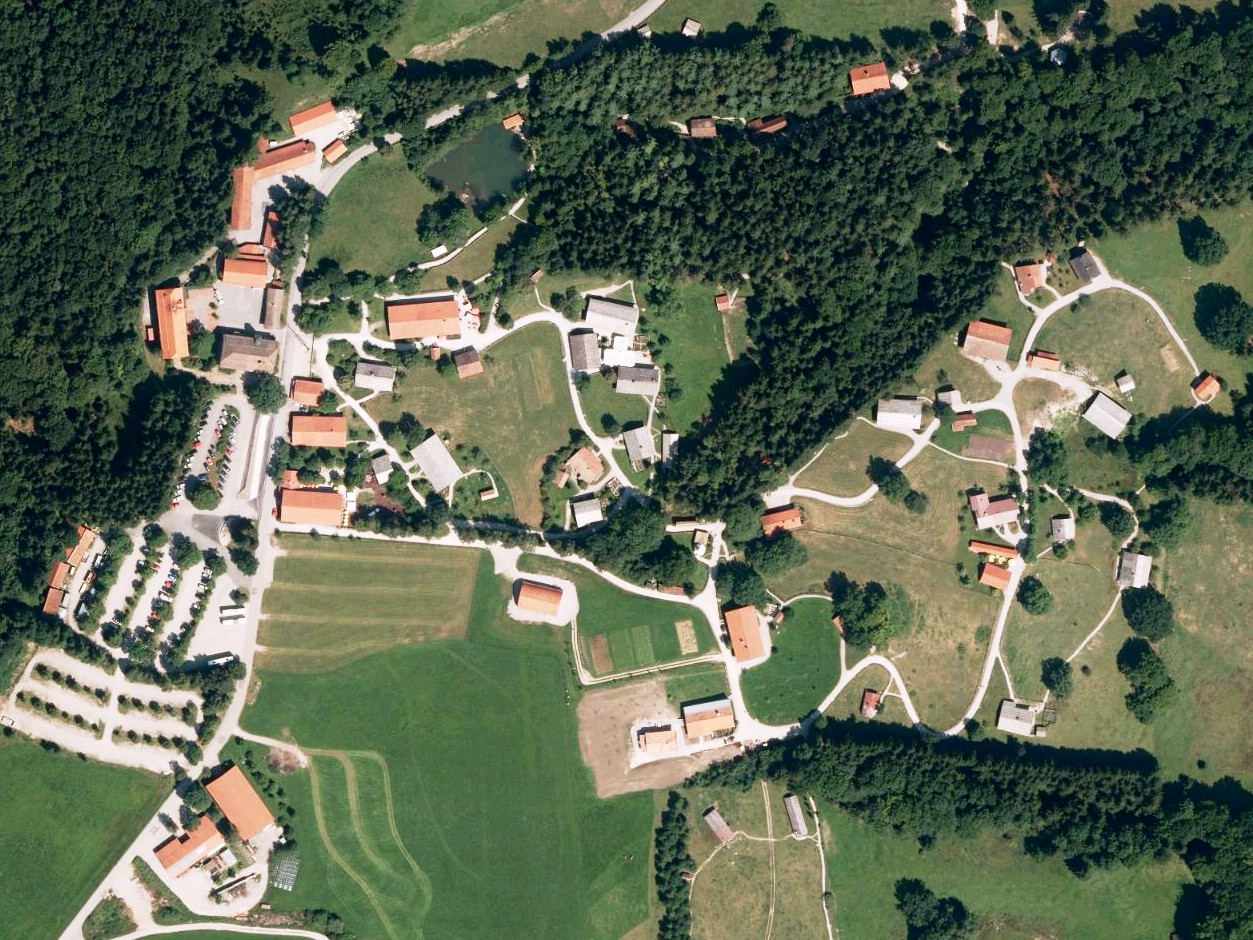
Luftbild des Museumsgeländes (2012)

Das Freilichtmuseum Glentleiten ist das Museum des Bezirks Oberbayern für das ländliche Leben, Wohnen und Wirtschaften vergangener Jahrhunderte. Es liegt oberhalb von Großweil im oberbayrischen Voralpenland zwischen Murnau und dem Kochelsee. 
Zusammen mit der Außenstelle Freilichtmuseum Amerang deckt es im Verbund der Regionalen Freilichtmuseen in Bayern Oberbayern ab.

## Museumskonzept

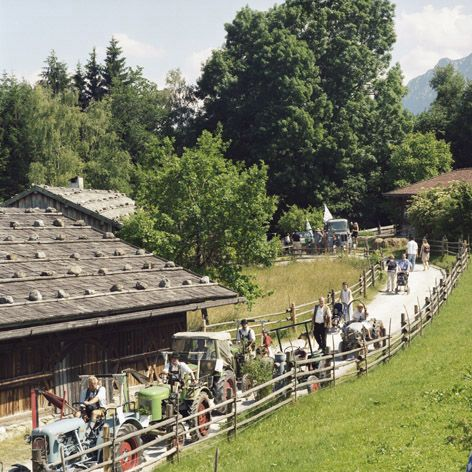
Oldtimer-Traktorentreffen 2001

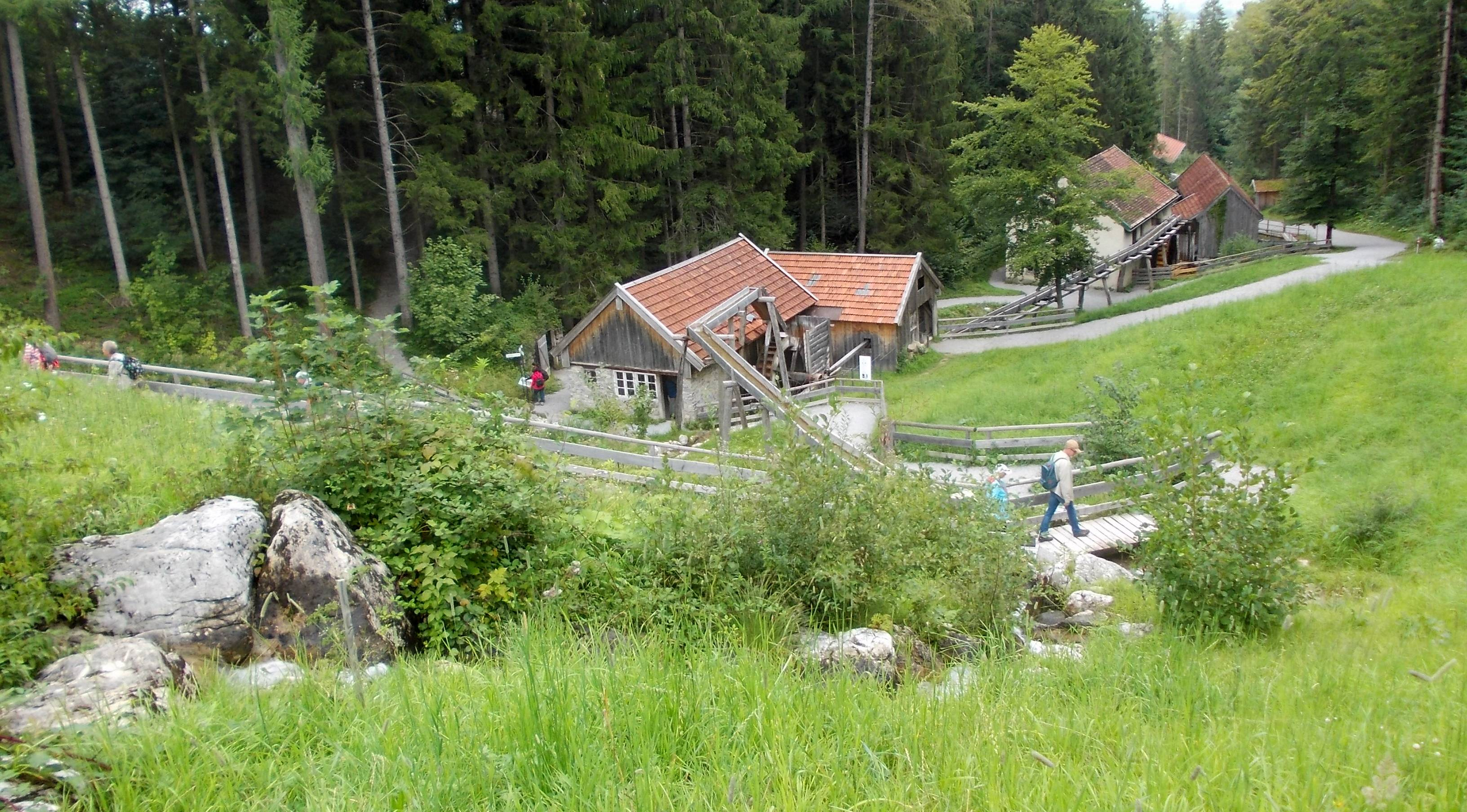
Mehrere Mühlen nutzen das Wasser von oben her bis ins Tal.

Im weitläufigen Museumsgelände sind auf 38 ha rund 60 historische Gebäude aus ländlichen Gebieten Oberbayerns wieder aufgebaut worden, darunter neben größeren Höfen auch Handwerker- und Kleinbauernanwesen, in denen im 18./19. Jahrhundert über die Hälfte der Bevölkerung lebte. Einen weiteren Schwerpunkt bildet die bäuerliche Technik wie Wetzsteinmacherei, Mühlen, Sägen und Schmiede. Zudem sind mehrere Almgebäude aufgebaut worden. Anfang 2018 wurde im neuen Eingangsgebäude des Freilichtmuseums eine Brauerei in Betrieb genommen. Weitere Objekte, wie beispielsweise ein Hopfenbauernhaus, sollen noch angesiedelt werden. Veranstaltungen wie etwa Handwerkertag, Köhlerwoche, Mühlentag, historische Obstsortenschau u. v. m. zeigen historische Handwerkstechniken wie Weberei, Sattlerei oder Schmiede und geben Einblick in das bäuerliche Leben in der Vergangenheit. Auch Oldtimertreffen von Traktoren finden statt. Ausstellungen vertiefen volks- und hauskundliche Themen. Das Museum ist von Josefi bis Martini dienstags bis sonntags geöffnet, an Feiertagen und von Juni bis Ende September ebenso montags.
Zudem besteht eine volkskundliche Sammlung mit über 80.000 historischen Objekten, darunter Möbel, Textilien, Arbeitsgeräte und Haushaltswaren.

## Geschichte
Der Beschluss zur Einrichtung eines zentralen Freilichtmuseums für den Bezirk Oberbayern erfolgte 1971. Im August 1972 kaufte der Bezirk eine 15 ha große Fläche an der Glentleiten für 300.000 DM. Mit den Baumaßnahmen wurde 1973 begonnen, der erste Spatenstich erfolge am 24. Juli. Der erste Museumsdirektor wurde Ottmar Schuberth. Eröffnet wurde das Museum schließlich 1976 mit 13 Exponatgebäuden. 1979 übernahm Helmut Keim die Leitung, drei Jahre später wurde dem Freilichtmuseum Glentleiten das Bauernhausmuseum Amerang im Chiemgau angegliedert. Nach 25-jähriger Amtszeit Helmut Keims übernahm 2004 die Volkskundlerin Monika Kania-Schütz den Posten des Museumsdirektors.
Für Kinder entwickelten die Museumspädagogen ein „Haus zum Entdecken“. Es wurde 2010 eröffnet und will Kindern vermitteln, wie sich das Leben zu Beginn des 20. Jahrhunderts in einem Kleinhäusleranwesen abspielte. Interaktive Rätselstationen gehen dabei auf verschiedene Aspekte des Lebens auf dem Land ein.
Ab Spätsommer 2016 wurde in eineinhalbjähriger Bauzeit ein neues Eingangsgebäude gebaut, das neben Empfang, Kasse, Museumsladen und einem Raum für Sonderausstellungen auch eine Museumsgaststätte mit Schaubrauerei beherbergt, die in Kooperation mit der Brauerei Karg betrieben wird.
2021 brannte nach Blitzschlag ein historischer Stadl nieder.
Am 1. Oktober 2022 wurde Julia Schulte to Bühne neue Museumsdirektorin.

## Gebäude des Freilichtmuseums
| Nummer | Bezeichnung                | Hausname                                                      | Herkunftsort                                                  | Landkreis                                                     | Erbauungsjahr                        | Eröffnung im Museum | Präsentationszeit                       | Bild           |
| ------ | -------------------------- | ------------------------------------------------------------- | ------------------------------------------------------------- | ------------------------------------------------------------- | ------------------------------------ | ------------------- | --------------------------------------- | -------------- |
| 11     | Hof                        | Zehentmaier                                                   | Sauerlach                                                     | München                                                       | um 1637/38                           | 1976                | um 1700                                 | weitere Bilder |
| 12     | Hof                        | Müller                                                        | Brunnthal-Hofolding                                           | München                                                       | 1. Hälfte 18. Jahrhundert            | 1981                | um 1910                                 | weitere Bilder |
| 13     | Hof                        | Hoderer                                                       | Kochel am See                                                 | Bad Tölz-Wolfratshausen                                       | 1775                                 | 1976                | um 1920 / um 1775                       | weitere Bilder |
| 13a    | Getreidekasten             | gehörte zum Denk                                              | Prem                                                          | Weilheim-Schongau                                             | 1622 / 1624 / 1780                   | 1976                | 19. / 20. Jahrhundert                   |                |
| 13b    | Back- und Dörrhaus         | gehörte zum Glaser-Gütl                                       | Königsdorf-Osterhofen                                         | Bad Tölz-Wolfratshausen                                       | 1893                                 | 2003                | 1990er-Jahre                            |                |
| 13c    | Bienenhaus                 |                                                               | Hohenpeißenberg                                               | Weilheim-Schongau                                             | um 1910                              | 2009                | um 1960                                 |                |
| 14     | Kleinanwesen               | Deichl                                                        | Wackersberg-Höfen                                             | Bad Tölz-Wolfratshausen                                       | 1557                                 | 1976                | 1900                                    | weitere Bilder |
| 15     | Kleinanwesen               | Hirtenhaus                                                    | Pähl-Kerschlach                                               | Weilheim-Schongau                                             | 1659                                 | 1986                | um 1943                                 |                |
| 15a    | Stadel                     | Hirtenhaus                                                    | Pähl-Kerschlach                                               | Weilheim-Schongau                                             | 1914 / 1922                          | 1986                | um 1943, niedergebrannt 2021            |                |
| 16     | Kleinanwesen               | Mirzn                                                         | Grünwald                                                      | München                                                       | 1791                                 | 1976                | um 1900                                 | weitere Bilder |
| 17     | Seilerwerkstatt            |                                                               | Neubau                                                        | Neubau                                                        | 1976                                 | 1976                | 19. / 20. Jahrhundert                   |                |
| 18     | Wohnhaus                   | Mesner                                                        | Höhenkirchen-Siegertsbrunn-Siegertsbrunn                      | München                                                       | 1796                                 | 1976                | Anfang 20. Jahrhundert                  | weitere Bilder |
| 18a    | Getreidekasten             | gehörte zum Schwaiger                                         | Brunnthal-Portenläng                                          | München                                                       | 1676                                 | 1983                | Anfang 20. Jahrhundert                  |                |
| 18b    | Backhaus                   | gehörte zum Garner                                            | Sauerlach-Arget                                               | München                                                       | vor 1800                             | 1987                | um 1930                                 |                |
| 21     | Kleinanwesen               | Wagner                                                        | Edling-Brandstätt                                             | Rosenheim                                                     | 1825                                 | 1981                | 2. Hälfte 19. Jahrhundert               |                |
| 22     | Hof                        | Bachl, Mesner                                                 | Neubeuern-Altenbeuern                                         | Rosenheim                                                     | 1769                                 | 1988                | 1950er-Jahre                            |                |
| 24     | Flachsbrechhütte           | gehörte zum Haasecker                                         | Samerberg-Obereck                                             | Rosenheim                                                     | 1810                                 | 1990                | 1. Hälfte 20. Jahrhundert               |                |
| 25     | Bienenhaus                 |                                                               | Bruckmühl-Orthofen                                            | Rosenheim                                                     | Anfang 20. Jahrhundert               | 1988                | Mitte 20. Jahrhundert                   |                |
| 31     | Kleinanwesen               | Weißenbach-Gütl, Kollenhäusl                                  | Grassau-Rottau                                                | Traunstein                                                    | 1746                                 | 1993                | um 1880                                 |                |
| 31a    | Backhaus                   | gehörte zum Fellner                                           | Ruhpolding-Brand                                              | Traunstein                                                    | 18. / 19. Jahrhundert                | 1993                | 19. Jahrhundert                         |                |
| 32     | Hof                        | Fischerweber                                                  | Rottach-Egern                                                 | Miesbach                                                      | 1729                                 | 2001                | 1930er-, 1960er-Jahre                   |                |
| 32a    | Zuhaus                     | Fischerweber                                                  | Rottach-Egern                                                 | Miesbach                                                      | 1482 / 1793 / 1856                   | 2012                | 1482 bis Mitte 20. Jahrhundert          |                |
| 41     | Kleinanwesen               | Bichl                                                         | Siegsdorf-Thal                                                | Traunstein                                                    | 1508 / 1725                          | 1997                | 18. /19. Jahrhundert                    |                |
| 42     | Kleinanwesen               | Weberhäusl                                                    | Laufen-Straß                                                  | Berchtesgadener Land                                          | 1597, 1719, 1766, 1860               | 1995                | Mitte 20. Jahrhundert                   | weitere Bilder |
| 42a    | Backhaus                   | Weberhäusl                                                    | Laufen-Straß                                                  | Berchtesgadener Land                                          | 1812                                 | 1995                | Mitte 20. Jahrhundert                   |                |
| 42b    | Brunnen                    | Weberhäusl                                                    | Laufen-Straß                                                  | Berchtesgadener Land                                          | 19. Jahrhundert                      | 1995                | Mitte 20. Jahrhundert                   |                |
| 43     | Kleinanwesen               | Weidacher                                                     | Teisendorf-Oberteisendorf                                     | Berchtesgadener Land                                          | 1809                                 | 1996                | 2. Hälfte 19. Jahrhundert / um 1940     |                |
| 51a    | Wohnhaus                   | Marosen-Lehen                                                 | Berchtesgaden-Oberau                                          | Berchtesgadener Land                                          | 1592                                 | 2021                | um 1955                                 |                |
| 51b    | Stallstadel                | Mösler                                                        | Ramsau bei Berchtesgaden                                      | Berchtesgadener Land                                          | 18. Jahrhundert                      | 1980                |                                         |                |
| 51c    | Getreidekasten             | Mösler                                                        | Ramsau bei Berchtesgaden                                      | Berchtesgadener Land                                          | um 1590 / 1864                       | 1980                | Anfang 20. Jahrhundert                  |                |
| 51d    | Hofmühle                   | Unterlandtal-Lehen                                            | Ramsau bei Berchtesgaden                                      | Berchtesgadener Land                                          | Mitte 19. Jahrhundert                | 1999                | um 1950                                 |                |
| 53     | Hof                        | Samerhäusl                                                    | Schönau am Königssee                                          | Berchtesgadener Land                                          | 1790                                 | 1991                | 1960                                    |                |
| 54     | Kleinanwesen               | Steinbichl                                                    | Oberau                                                        | Berchtesgadener Land                                          | 1621 / 1670 / 1868                   | 1998                | 1621, 1980                              |                |
| 61     | Wohnhaus                   | Michl                                                         | Tyrlaching                                                    | Altötting                                                     | 1566 / 1783                          | 1976                | 2. Hälfte 19. Jahrhundert, 1930er-Jahre |                |
| 62     | Wohnhaus                   | Schiebl                                                       | Palling-Tyrlbrunn                                             | Traunstein                                                    | 1555                                 | 1976                | 19. / 20. Jahrhundert                   | weitere Bilder |
| 63     | Bundwerkstadel             | Jackl                                                         | Pfaffing-Steinhart                                            | Rosenheim                                                     | 1788                                 | 1977                |                                         |                |
| 64     | Wohnhaus                   | Mörner                                                        | Kienberg-Heretsham                                            | Traunstein                                                    | 1597                                 | 1980                | um 1900                                 | weitere Bilder |
| 64a    | Getreidekasten             | gehörte zum Mooser                                            | Tittmoning-Moosen                                             | Traunstein                                                    | 1512                                 | 1978                | Anfang 20. Jahrhundert                  |                |
| 64b    | Windrad                    | gehörte zum Wolfmaier                                         | Garching an der Alz                                           | Altötting                                                     | 1926                                 | 1998                | 1985                                    |                |
| 65     | Bundwerkstadel             | Käser                                                         | Albaching                                                     | Rosenheim                                                     | 1841                                 | 1978                |                                         |                |
| 71a–c  | Heustadel                  |                                                               | Garmisch-Partenkirchen, Krün                                  | Garmisch-Partenkirchen                                        | Ende 19. / Anfang 20. Jahrhundert    | 1986                | Anfang 20. Jahrhundert                  |                |
| 81     | Dreiseithof                | Oberländer                                                    | Altomünster-Oberzeitlbach                                     | Dachau                                                        | 1783                                 | im Aufbau           | 1970er-Jahre                            |                |
| A1     | Kaser                      | Hainzenkaser                                                  | Schönau am Königssee                                          | Berchtesgadener Land                                          | 1689 / 1794                          | 2003                | 1. Hälfte 19. Jahrhundert               |                |
| A2     | Kaser                      | Brunnerkaser der Mordaualm                                    | Ramsau bei Berchtesgaden                                      | Berchtesgadener Land                                          | 1507 / 1787 / 1955                   | 1989                | um 1900                                 |                |
| A3     | Doppelkaser                | Schwabenkaser, Hanötzkaser, Mitterkaser                       | Schönau am Königssee                                          | Berchtesgadener Land                                          | 1856                                 | 1989                | um 1930                                 | weitere Bilder |
| A4     | Kaser                      | Hanndlkaser                                                   | Kreuth                                                        | Miesbach                                                      | 1793 / 1895                          | 2003                | um 1980                                 |                |
| A5     | Kaser                      | Weberbauerkaser von der Haidenholzalm                         | Schleching                                                    | Traunstein                                                    | 1824 / 1923                          | 2002                | um 1970                                 |                |
| A6     | Hirtenhütte                |                                                               | Wildsteig, Wildfeuerberg                                      | Weilheim-Schongau                                             | 2. Hälfte 19. Jahrhundert            | 2002                | um 1950                                 |                |
| A7     | Forsthütte                 |                                                               | Schleching, Wieselberg                                        | Traunstein                                                    | 1897 / 1954                          | 2004                | um 1970                                 |                |
| E1     | Eingangsgebäude            |                                                               | Neubau                                                        | Neubau                                                        | 2016–2018                            | 2018                |                                         |                |
| E2     | Bundwerkstadel             | Starkerer                                                     | Tyrlaching-Starkern                                           | Altötting                                                     | 1855                                 | 1988                |                                         |                |
| E5     | Salettl und Kegelbahn      |                                                               | Wasserburg am Inn-Staudham                                    | Rosenheim                                                     | 1871                                 | 2006                |                                         |                |
| S1     | Kapelle                    | Steinle-Kapelle                                               | Böbing-Kirnberg                                               | Weilheim-Schongau                                             | 1820er-Jahre                         | 1981                | um 1920                                 | weitere Bilder |
| S2     | Wegkreuz                   |                                                               | München-Berg am Laim                                          | München (Stadt)                                               |                                      |                     |                                         |                |
| S3     | Grenzstein                 |                                                               | Schlehdorf (in situ)                                          | Bad Tölz-Wolfratshausen                                       | nach 1875                            |                     |                                         |                |
| S4     | Grenzstein                 |                                                               | Großweil                                                      | Garmisch-Partenkirchen                                        | 1687                                 | 2002                |                                         |                |
| T1     | Fischerhütte               |                                                               | Kochel am See                                                 | Bad Tölz-Wolfratshausen                                       | vermutlich 18. Jahrhundert           | 1980                | Anfang 20. Jahrhundert                  |                |
| T2     | Sägewerk                   |                                                               | Dietramszell-Schönegg                                         | Bad Tölz-Wolfratshausen                                       | 1928                                 | 2014                | 1960er-Jahre                            |                |
| T3a    | Tankstelle                 |                                                               | Unterwössen-Brem                                              | Traunstein                                                    | 1955/56                              | 2021                | 1965                                    |                |
| T4     | Wetzsteinmacherei          |                                                               | Unterammergau                                                 | Garmisch-Partenkirchen                                        | um 1900                              | 1984                | um 1930                                 | weitere Bilder |
| T5     | Getreidemühle              |                                                               | Wackersberg-Fischbach                                         | Bad Tölz-Wolfratshausen                                       | um 1800 / um 1900                    | 1985                | um 1935                                 | weitere Bilder |
| T6     | Sägemühle                  |                                                               | Pfaffing-Potzmühle                                            | Rosenheim                                                     | 1867 / 1896                          | 1987                | 1. Hälfte 20. Jahrhundert               |                |
| T7     | Hammerschmiede             | Maurer                                                        | Münsing                                                       | Bad Tölz-Wolfratshausen                                       | 17. Jahrhundert                      | 1976                | 19. Jahrhundert                         | weitere Bilder |
| T8     | Köhlerei                   |                                                               | Neubau                                                        | Neubau                                                        |                                      |                     |                                         |                |
| T9     | Tuffsäge                   |                                                               | Huglfing                                                      | Weilheim-Schongau                                             | um 1913 / vor 1940                   | 2005                | Mitte 20. Jahrhundert                   |                |
| T10    | Kalkofen                   |                                                               | Original: Lenggries                                           | Original: Bad Tölz-Wolfratshausen                             | Kopie 1981; Original 18. Jahrhundert | 1981                | Anfang 20. Jahrhundert                  |                |
| T11    | Systembauhalle             |                                                               | Warngau                                                       | Miesbach                                                      | 1928                                 | 2010                |                                         | weitere Bilder |
| T12    | Waaghaus                   |                                                               | Saulgrub-Achele                                               | Garmisch-Partenkirchen                                        | 1907 / 1908                          |                     | 1. Hälfte 20. Jahrhundert               |                |
|        | Ehemaliges Eingangsgebäude | Bauform und Dachstuhl stammen von der Thürlmühle aus Weilheim | Bauform und Dachstuhl stammen von der Thürlmühle aus Weilheim | Bauform und Dachstuhl stammen von der Thürlmühle aus Weilheim |                                      | 1976                |                                         |                |

## Publikationen
Seit 1976 werden Schriften des Freilichtmuseums Glentleiten (ehemals Schriften des Freilichtmuseums des Bezirks Oberbayern) publiziert (Liste: Stand 2019).
1. 1976: Ottmar Schuberth: Kurzführer durchs Freilichtmuseum. Zweite, erweiterte Auflage: Helmut Keim, 1980, DNB 949541753.
2. 1978: Ottmar Schuberth: Museumsführer.
3. 1977: Hans Obermaier, Hans-Reinhard Schletter, Helmut Schröcke: Sonderausstellung.
4. 1978: Paul Ernst Rattelmüller: Lorenz Quaglio. Der Schilderer oberbayerischer Bauern. DNB 800896092.
5. 1979: Helmut Sperber: Gerätesammlung Zwink im Freilichtmuseum des Bezirks Oberbayern an der Glentleiten. Eigenverlag, DNB 800951212.
6. 1980: Erika Groth-Schmachtenberger: Volkstrachten aus Oberbayern, Österreich, Ungarn, Jugoslawien, Rumänien. Eigenverlag, DNB 800896106.
7. 1980: Helmut Sperber: Pflug, Egge, Ackerwalze. Schwere Ackergeräte aus Bayern und den Ostalpen. Eigenverlag, DNB 810422972.
8. 1981: Hans Falkenberg, Helmut Krajicek: Bäuerliches Leben auf alten Ansichtskarten. Eigenverlag, DNB 820169048.
9. 1985: Helmut Keim, Franziska Lobenhofer-Hirschbold: Übersichtsplan mit Kurzinformation. Neuauflage 1993, auch in englischer und französischer Übersetzung.
10. 1985: Franziska Lobenhofer-Hirschbold: Imkerei in Oberbayern. Eigenverlag, ISBN 978-3-924842-10-9.
11. 1986: Helmut Keim, Franziska Lobenhofer-Hirschbold: Museumsführer. Eigenverlag, ISBN 978-3-924842-11-6. Zweite, erweiterte Auflage 1990, ISBN 978-3-924842-11-6. Dritte, erweiterte Auflage 1994, ISBN 978-3-924842-20-8.
12. 1987: Franziska Lobenhofer, Traudl Nonnenmacher: Wäsche und Wäschepflege im Wandel. Eigenverlag, ISBN 978-3-924842-12-3.
13. 1987: Helmut Keim, Ute Rautenberg: Die Unterammergauer Wetzsteinmacherei. Dokumentation I. Eigenverlag, ISBN 978-3-924842-13-0.
14. 1988: Helmut Keim, Ute Rautenberg: Die Getreidemühle aus Fischbach. Dokumentation II. Eigenverlag, ISBN 978-3-924842-14-7.
15. 1989: Helmut Keim, Georg Waldemer: Der Zehentmaier-Hof aus Sauerlach. Dokumentation III.
16. 1990: Ute Herborg, Helmut Keim, Helmut Krajicek: Das Hirtenhaus aus Kerschlach. Dokumentation IV. Eigenverlag, DNB 921470312.
17. 1991: Helmut Krajicek, Franziska Lobenhofer-Hirschbold, Andrea Thurnwald: Ländliche Kleidung. Zwischen Mode und Tradition. Eigenverlag, ISBN 978-3-924842-17-8.
18. 1991: Helmut Keim, Ute Rautenberg: Die Säge aus Potzmühle. Dokumentation V. Eigenverlag, ISBN 978-3-924842-18-5.
19. 1992: Ursula Elixhauser, Helmut Krajicek: Kochen und Konservieren. Eigenverlag, ISBN 978-3-924842-19-2.
20. 1995: Franziska Lobenhofer-Hirschbold, Ariane Weidlich: Sauber! Hygiene früher in Oberbayern. Eigenverlag, ISBN 978-3-924842-21-5.
21. 1996: Helmut Keim: Glentleiten. Ein Spaziergang durch das Freilichtmuseum des Bezirks Oberbayern. Bildband. Bruckmann, München, ISBN 978-3-7654-2869-2.
22. 1997: Franziska Lobenhofer-Hirschbold: Blick über den Zaun. Gärten und Felder im Freilichtmuseum. Eigenverlag, ISBN 978-3-924842-23-9.
23. 1999: Franziska Lobenhofer-Hirschbold, Ariane Weidlich: Ziem̄er zu vermithen. Aspekte der touristischen Entwicklung von 1850–1960. Eigenverlag, ISBN 978-3-924842-24-6.
24. 2000: Hans-Dirk Joosten, Christoph Kürzeder: Via Claudia. Stationen einer Straße. Eigenverlag, ISBN 978-3-924842-25-3.
25. 2002: Stefanie Schöfmann: Was wächst denn da? Historische Kulturlandschaft im Freilichtmuseum Glentleiten. Eigenverlag, ISBN 978-3-924842-26-0.
26. 2003: Helmut Keim, Franziska Lobenhofer-Hirschbold: Kurzführer. Ein Begleiter durch das Freilichtmuseum Glentleiten. Eigenverlag, ISBN 978-3-924842-27-7.
27. 2004: Jan Borgmann, Ariane Weidlich (Hrsg.): Authentizität kontra Klischee. 25 Jahre Museumsarbeit in Oberbayern. Eigenverlag, ISBN 978-3-924842-28-4.
28. 2004: Helmut Keim, Franziska Lobenhofer-Hirschbold: Kurzführer. Ein Begleiter durch das Freilichtmuseum Glentleiten. Englische, französische und italienische Übersetzung. Eigenverlag, ISBN 978-3-924842-29-1 (englisch), ISBN 978-3-924842-30-7 (französisch), ISBN 978-3-924842-31-4 (italienisch).
29. 2006: Inge Weid: Josef, Bepperl, Sepp. Geschichten um einen Namen. Eigenverlag, ISBN 978-3-924842-32-1. Zweite, erweiterte Auflage 2010.
30. 2006: Ariane Weidlich (Hrsg.): Moderne Zeiten? Industrialisierung im ländlichen Oberbayern. Imhof, Petersberg, ISBN 978-3-86568-124-9.
31. 2008: Christine Dippold und Monika Kania-Schütz (Hrsg.): Im Fokus. Die Bildberichterstatterin Erika Groth-Schmachtenberger und ihr Werk. Echter, Würzburg, ISBN 978-3-429-03009-4.
32. 2009: Monika Kania-Schütz (Hrsg.): In die Jahre gekommen? Chancen und Potenziale kulturhistorischer Museen. Waxmann, Münster/New York/München/Berlin, ISBN 978-3-8309-2224-7.
33. 2017: Monika Kania-Schütz (Hrsg.): Die Glentleiten entdecken. Museumsführer für das oberbayerische Freilichtmuseum. Eigenverlag, ISBN 978-3-924842-33-8.
34. 2018: Monika Kania-Schütz (Hrsg.): Vom Hopfen zur Halben. Geschichten rund um Bier- und Wirtshauskultur in Oberbayern. Eigenverlag, ISBN 978-3-924842-34-5.
35. 2019: Jan Borgmann, Monika Kania-Schütz (Hrsg.): Eine neue Zeit. Die „Goldenen Zwanziger“ in Oberbayern. Volk, München, ISBN 978-3-86222-307-7.
36. 2021: Monika Kania-Schütz (Hrsg.): Die Deutsche Alpenstraße. Deutschlands älteste Ferienroute. Volk, München, ISBN 978-3-86222-397-8.
37. 2022: Monika Kania-Schütz (Hrsg.): Die Glentleiten entdecken. Museumsführer für das oberbayerische Freilichtmuseum. 2. aktualisierte und erweiterte Auflage. Eigenverlag, ISBN 978-3-924842-35-2.
38. 2022: Monika Kania-Schütz und Simon Kotter (Hrsg.): Marosenlehen, Obersalzbergstraße 66. Ein musealisierter Zwiehof. Eigenverlag, ISBN 978-3-924842-37-6.

Zudem erscheint seit 2006 alljährlich ein Jahrbuch, das aus den Freundeskreisblättern des Freundeskreises Freilichtmuseum Südbayern e. V. hervorgegangen ist. Es wird von der Museumsdirektorin Monika Kania-Schütz im Auftrag des Freundeskreises Freilichtmuseum Südbayern e. V. und des Fördervereins Bauernhausmuseum Amerang e. V. herausgegeben.